# منتخب أستراليا للكريكت
منتخب أستراليا الوطني للكريكت هو المنتخب الذي يمثل أستراليا في المنافسات الدولية لرياضة الكريكت، والذي يقوم إتحاد أستراليا للكريكت بإدارة شؤونه، يعتبر أكثر منتخب فاز كأس العالم للكريكيت حيث فاز بها 5 مرات. يحتل حالياً المركز الثالث في التصنيف العالمي لمنتخبات الكريكت.

## التاريخ

### التاريخ المبكر
شارك فريق الكريكيت الأسترالي في أول مباراة اختبار في MCG في عام 1877، وهزم فريقًا إنجليزيًا بـ 45 جولة، مع قيام تشارلز بانرمان بإجراء أول اختبار للقرن، برصيد 165 متقاعدًا. اختبار الكريكيت، الذي حدث فقط بين أستراليا وإنجلترا في ذلك الوقت، كان محدودًا بالمسافة الطويلة بين البلدين، والتي قد تستغرق عدة أشهر عن طريق البحر. على الرغم من قلة عدد سكان أستراليا، كان الفريق منافسًا للغاية في المباريات المبكرة، حيث أنتج نجومًا مثل جاك بلاكهام، وبيلي مردوخ، وفريد «ذا ديمون» سبوفورث، وجورج بونور، وبيرسي ماكدونيل، جورج جيفن وتشارلز «إن الإرهاب» تيرنر. كان معظم لاعبي الكريكيت في ذلك الوقت إما من نيو ساوث ويلز أو فيكتوريا، باستثناء جورج جيفين، نجم جنوب أستراليا متعدد المستويات.
كان من أبرز أحداث تاريخ أستراليا المبكر مباراة الاختبار لعام 1882 ضد إنجلترا في ذا أوفال. في هذه المباراة، حصل فريد سبوفورث على 7/44 في الجولة الرابعة من المباراة لإنقاذ المباراة بمنع إنجلترا من تحقيق هدفها البالغ 85 مرة. بعد هذه المباراة، نشرت صحيفة «سبورتنج تايمز»، وهي صحيفة رئيسية في لندن في ذلك الوقت، نعيًا وهميًا أعلن فيه موت الكريكيت الإنجليزي والإعلان عن «حرق الجثة ونقل الرماد إلى أستراليا». كانت هذه بداية سلسلة Ashes الشهيرة التي تلعب فيها أستراليا وإنجلترا سلسلة من المباريات الاختبارية لتحديد حامل الرماد. حتى يومنا هذا، تعد المسابقة واحدة من أعنف المنافسات في الرياضة.

### العصر الذهبي
ما يسمى ب «العصر الذهبي» الأسترالية اختبار الكريكيت وقعت في حوالي نهاية القرن 19 وبداية القرن 20، مع فريق تحت شارة القيادة من جو دارلينج، مونتي نوبل وكليم هيل الفوز ثماني جولات عشر. وقد استغرقت الرحلة من 1897 إلى 1898 جولة إنجليزية في أستراليا وجولة جنوب إفريقيا في أستراليا في الفترة من 1910 إلى 1911. رجال المضرب المتميزون مثل جو دارلينج، وكليم هيل، وريجى داف، وسيد جريجوري، ووارن باردسلي، وفيكتور ترامبر، ولاعبي كرة المضرب اللامعين بما في ذلك مونتي نوبل، وجورج جيفن، وهاري تروت، ووارويك أرمسترونج، ولاعبي البولينج الممتازين بما في ذلكساعد كل من إرني جونز، وهيو ترامبل، وتيبى كوتر، وبيل هويل، وجاك سوندرز، وبيل ويتى، أستراليا على أن تصبح دولة الكريكيت المهيمنة معظم هذه الفترة.
أصبح فيكتور ترامبر أحد الأبطال الرياضيين الأوائل في أستراليا، وكان يُعتبر على نطاق واسع أعظم رجل المضرب في أستراليا قبل برادمان وواحد من أشهر اللاعبين. لقد لعب رقمًا قياسيًا (في ذلك الوقت) من الاختبارات في 49 وسجل 3163 (رقم قياسي آخر) في أعلى مستوى لمتوسط الوقت 39.04. تسببت وفاته المبكرة في عام 1915 عن عمر يناهز 37 عامًا من مرض الكلى في حداد وطني. و Almanack الكريكيت يسدن "، في تقريرها نعي له، ودعا له أعظم الضارب في أستراليا:". من بين جميع المضرب الأسترالية كبيرة كان فكتور ترومبر من بموافقة عامة أفضل وأبرع".
شابت السنوات التي سبقت بداية الحرب العالمية الأولى صراع بين اللاعبين، بقيادة كليم هيل وفيكتور ترامبر وفرانك لافر، مجلس التحكم الأسترالي للكريكيت الدولي، بقيادة بيتر مكاليستر، الذي كان يحاول كسب المزيد السيطرة على الجولات من اللاعبين. أدى ذلك إلى خروج ستة لاعبين بارزين (ما يسمى بـ "Big Six") في الدورة الثلاثية لعام 1912 في إنجلترا، حيث قدمت أستراليا ما كان يُعتبر عمومًا فريقًا من الدرجة الثانية. كانت هذه هي السلسلة الأخيرة قبل الحرب، ولم تعد أستراليا تلعب لعبة الكريكيت لمدة ثماني سنوات، حيث قُتلت تيبي كوتر في فلسطين خلال الحرب.

### فترة ما بين الحربين
استئناف اختبار الكريكيت في موسم 1920-1921 في أستراليا مع المنتخب الإنجليزي يجول، قاد من قبل جوني دوغلاس فقدان جميع الاختبارات الخمسة إلى أستراليا، قاد من قبل «السفينة الأكبر» وارويك ارمسترونغ. العديد من اللاعبين من قبل الحرب، بما في ذلك وارويك ارمسترونغ، تشارلي ماكارتني، تشارلز Kelleway، وارن باردسلي والنصيبه حارس سامي كارتر كان، دور فعال في نجاح الفريق، فضلا عن لاعبين جدد هيربي كولينز، جاك رايدر، بيرت أولدفيلد، الدوار آرثر مايلي وما يسمى بـ «المدمرات التوأم» جاك غريغوريو تيد ماكدونالد. واصل الفريق نجاحه في جولة إنجلترا عام 1921، حيث فاز بثلاثة من الاختبارات الخمسة في سلسلة وارويك أرمسترونج الأخيرة. كان الجانب، بشكل عام، غير متسق في النصف الأخير من عشرينيات القرن الماضي، حيث فقد سلسلة آشز المنزلية الأولى منذ موسم 1911-12 في 1928-1929.

### عصر برادمان
في جولة 1930 إنجلترا بشرت عصر جديد من النجاح للفريق الأسترالي. الفريق، بقيادة بيل وودفول - في «العظمى اون bowlable» - الأساطير مميزة من اللعبة بما في ذلك بيل بونسفورد، ستان مكابي، كلاري غريميت والزوج الشاب ارشي جاكسون ودونالد برادمان. كان برادمان هو رجل المضرب المتميز في هذه السلسلة، حيث سجل 974 جولة، بما في ذلك قرن واحد، قرنان مزدوجان وقرن ثلاثي واحد، درجة هائلة من 334 في ليدز بما في ذلك 309 جولة في اليوم. مات جاكسون من مرض السليبلغ من العمر 23 عامًا بعد ذلك بثلاث سنوات، بعد أن لعب ثمانية اختبارات. كان يُنظر إلى الفريق على نطاق واسع بأنه لا يمكن إيقافه، حيث فاز بتسعة من الاختبارات العشرة التالية.
وتعتبر إنكلترا رحلة 1932-1933 من أستراليا واحدة من أكثر الحلقات الشهيرة من لعبة الكريكيت، وذلك بسبب استخدام المنتخب الإنكليزي لل بودلين، حيث نقيب دوغلاس جاردين أوعز له الرماة بيل فوسي وهارولد لاروود إلى وعاء بسرعة والتسليم ضارية قصيرة تهدف إلى جثث رجال المضرب الأسترالي. هذا التكتيك، على الرغم من فعاليته، اعتبرته الجماهير الأسترالية على نطاق واسع شريرًا وغير رياضي. أدت الإصابات التي لحقت ببيل وودفول، الذي أصيب في القلب، وبيرت أولدفيلد، الذي أصيب بكسر في الجمجمة (على الرغم من كرة من خارج الجسم)، إلى تفاقم الوضع، مما تسبب تقريبًا في أعمال شغب واسعة النطاق من 50 ألف مشجع في أديلايد. بيضاويللاختبار الثالث. كاد الصراع يتصاعد إلى حادث دبلوماسي بين البلدين، حيث احتجت الشخصيات السياسية الأسترالية البارزة، بما في ذلك حاكم جنوب أستراليا، ألكسندر هور روثفن، أمام نظرائهم الإنجليز. انتهت السلسلة بفوز إنجلترا 4-1 لكن تم حظر تكتيكات خط الجسم المستخدمة في العام التالي.
وضع الفريق الأسترالي نتيجة هذه السلسلة وراءهم، وفاز بجولتهم التالية في إنجلترا عام 1934. وكان الفريق بقيادة بيل وودفول في جولته الأخيرة وسيطر عليه بشكل ملحوظ بونسفورد وبرادمان، اللذان عقدا مرتين شراكات لأكثر من 380 جولة. مع تسجيل برادمان مرة أخرى لثلاثة قرون في ليدز. سيطر البولينج التي تدور زوج من بيل أوريلي وكلاري غريميت، الذي تولى 53 يكت بينهما، مع أورايلي مرتين أخذ المضبوطات سبعة بوابة صغيرة.
يعتبر السير دونالد برادمان على نطاق واسع أعظم رجل المضرب في كل العصور. سيطر على الرياضة من عام 1930 حتى تقاعده في عام 1948، مسجلاً أرقامًا قياسية جديدة لأعلى الدرجات في اختبار الأدوار (334 ضد إنجلترا في هيدلينجلي في عام 1930)، أكبر عدد (6996)، معظم القرون (29)، أكثر القرون ضعفًا ومتوسطات الضرب من الدرجة الأولى والاختبار الأعلى. سجله لأعلى معدل ضرب في الاختبار - 99.94 - لم يُهزم أبدًا. إنه ما يقرب من 40 شوطًا في كل جولة أعلى من أعلى متوسط تالي. كان سينتهي بمتوسط أكثر من 100 جولة لكل جولة إذا لم يتم طرده بسبب بطة في اختباره الأخير. كان فارسًافي عام 1949 لخدمات لعبة الكريكيت. يعتبر بشكل عام أحد أعظم الأبطال الرياضيين في أستراليا.
توقف اختبار لعبة الكريكيت مرة أخرى بسبب الحرب، مع سلسلة الاختبارات الأخيرة في عام 1938 التي تميزت بها لين هوتون حيث سجل الرقم القياسي العالمي 364 لإنجلترا، حيث تنازل تشاك فليتوود سميث عن 298 تمريرة في الرقم القياسي العالمي لإنجلترا البالغ 7/903. قُتل روس جريجوري، رجل المضرب الشاب البارز الذي لعب اختبارين قبل الحرب، في الحرب.

### حقبة ما بعد الحرب
واصل الفريق نجاحه بعد نهاية الحرب العالمية الثانية، مع إجراء الاختبار الأول (وهو أول اختبار أسترالي أيضًا ضد نيوزيلندا) في موسم 1945-1946 ضد نيوزيلندا. كانت أستراليا إلى حد بعيد أنجح فريق في الأربعينيات من القرن الماضي، حيث لم تُهزم طوال العقد، وفازت بسلسلتي آشز ضد إنجلترا وأول سلسلة اختبار لها ضد الهند. رسملة الفريق على النجوم المتقادم برادمان، سيد بارنز، بيل براون وليندساي هاسيت بينما المواهب الجديدة، بما في ذلك إيان جونسون، دون تالون، آرثر موريس، نيل هارفي، بيل جونستون والبولينج بسرعة زوج من راي ليندوال وكيث ميلر، الذي جعل كل لأول مرة في النصف الأخير من 1940s، وكانت لتشكل أساسا للفريق لجزء كبير من العقد المقبل. حصل الفريق الذي قاده دون برادمان إلى إنجلترا عام 1948 على لقب The Invincibles، بعد أن خاض الجولة دون أن يخسر أي مباراة. من بين 31 مباراة من الدرجة الأولى تم لعبها خلال الجولة، فازوا بـ 23 وتعادلوا في 8، بما في ذلك الفوز في سلسلة الاختبار المكونة من خمس مباريات 4-0، مع تعادل واحد. كانت الجولة ملحوظة بشكل خاص للاختبار الرابع من السلسلة، حيث فازت أستراليا بسبعة ويكيت مطاردة هدف 404، مسجلاً رقماً قياسياً جديداً لأعلى مطاردة تشغيل في اختبار الكريكيت، حيث سجل كل من آرثر موريس وبرادمان عدة قرون، بالإضافة إلى الاختبار النهائي في السلسلة ، آخر اختبار برادمان، حيث أنهى بطة في أدواره الأخيرة بعد أن احتاج إلى أربع أشواط فقط لتأمين متوسط مهني قدره 100.
وكانت أستراليا أقل نجاحا في 1950s، وخسرت ثلاث مجموعات رماد متتالية إلى إنكلترا، بما في ذلك رهيبة 1956 جولة في إنجلترا، حيث 'التوائم تدور " اكير وقفل دمرت أستراليا، مع 61 يكت بينهما، بما في ذلك اكير أخذ 19 يكت في اللعبة (رقم قياسي من الدرجة الأولى) في Headingley، وهي لعبة أُطلق عليها اسم Laker's Match.
ومع ذلك، انتعش الفريق للفوز خمسة سلسلة متتالية في النصف الثاني من 1950s، لأول مرة تحت قيادة إيان جونسون، ثم ايان كريج وريشي بينو. في سلسلة ضد جزر الهند الغربية في 1960-1961 الموسم كانت بارزة ل اختبار تعادل في المباراة الأولى في [غبا]، الذي كان الأول في اختبار الكريكيت. انتهى الأمر بأستراليا بالفوز بالمسلسل 2-1 بعد سلسلة قاسية تم الإشادة بها لمعاييرها الممتازة وإحساس اللعب النظيف. كان اللاعبون البارزون في تلك السلسلة وكذلك خلال الجزء الأول من الستينيات من القرن الماضي ريتشي بينود، الذي أخذ عددًا قياسيًا من الويكيت في ذلك الوقت باعتباره لاعبًا دوارًا.والذي قاد أيضًا أستراليا في 28 اختبارًا، بما في ذلك 24 اختبارًا بدون هزيمة؛ آلان ديفيدسون، الذي كان لاعبًا سريعًا للرمي، وأصبح أيضًا أول لاعب يأخذ 10 ويكيت ويجر 100 مرة في نفس اللعبة في الاختبار الأول؛ بوب سيمبسون، الذي قاد أستراليا لاحقًا لفترتين مختلفتين؛ كولين ماكدونالد، أول رجل مضرب في الافتتاح في الخمسينيات وأوائل الستينيات؛ نورم أونيل، الذي صنع 181 في اختبار التعادل؛ نيل هارفي، قرب نهاية حياته المهنية الطويلة؛ و Wally Grout، حارس نصيب ممتاز توفي عن عمر يناهز 41 عامًا.